# Veules-les-Roses

Veules-les-Roses este o comună în departamentul Seine-Maritime, Franța. În 1 ianuarie 2022 avea o populație de 515 de locuitori.